# Dwie noce z Kleopatrą
Dwie noce z Kleopatrą (wł. Due notti con Cleopatra) – włoska komedia kostiumowa z 1954 roku w reżyserii Mario Mattoliego. Film swobodnie nawiązuje do postaci Kleopatry, królowej Egiptu.

## Fabuła
Kleopatra, królowa Egiptu, pod nieobecność ukochanego Marka Antoniusza, spędza noce w towarzystwie swoich strażników. Po nocy jednak jej kochankowie zostają zmuszani do wypicia trucizny, by zdrada się nie wydała. Powoduje to, że żołnierze gwardii panicznie boją się pełnić wartę przy jej alkowie. Pewnego razu postanawia wysłać na spotkanie z Markiem Antoniuszem podobną do siebie służącą, Niscę.

## Obsada
- Sophia Loren – Kleopatra / Nisca
- Alberto Sordi – Cesarino
- Ettore Manni – Marek Antoniusz
- Paul Müller – Tortul
- Rolf Tasna – Meros, oficer gwardii
- Nando Bruno – Legionario
- Alberto Talegalli – Enobarbo
- Gianni Cavalieri – karczmarz
- Ughetto Bertucci – kupiec

## Produkcja
Zdjęcia kręcono w Rzymie (m.in. Muzeum Cywilizacji Rzymskiej).